# La Guardiola (Begues)
La Guardiola és una muntanya de 472 metres que es troba al municipi de Begues, a la comarca del Baix Llobregat.